# Witrugmuisvogel
De witrugmuisvogel (Colius colius) is een vogel uit de familie Coliidae (muisvogels).

## Verspreiding en leefgebied
Deze soort komt voor in de droge savannes van Namibië, Botswana en Zuid-Afrika.